# بونيشر
بونشير (بالإنجليزية: Punisher)‏ (فرانك كاسل، ولد بأسم فرانسيس كاسليوني) هي شخصية اشتهرت في قصص الكومكس والأفلام وألعاب الفيديو الأمريكية وهو من اختراع مارفل كومكس وقد قام كل من الكاتب جيري كونواي والرسام جون روميتا الأب والناشر ستان لي بتأليف القصص عنه. أول ظهور له كان في حكاية سبايدرمان المذهل The Amazing Spider-Man في فبراير 1974. بونيشر هو أمريكي من أصل إيطالي صقلي كان مطبق عدالة ذاتي شارك في مهمات خطيرة في السابق من قتل وخطف وابتزاز وإكراه وكافة أشكال العنف من التعذيب التي تعلمها في حربه ضد الجريمة أثناء عمله كقناص في القوات البحرية الأمريكية (المارينز) إضافة إلى احترافه للفنون القتالية وكافة أشكال حرب العصابات وإتقانه العالي في استخدام الأسلحة. بعد ذلك يتم قتل زوجته وطفله عن طريق عصابة في نيويورك بعد مشاهدتهم لإحدى جرائمهم هناك، يعود بعدها بونيشر لمواجهة تلك العصابة لكي يقتل كل أفرادها بالطرق التي يعرفها، قتلة عائلته يقوم بذبحهم.

## الأعمال
- ذا بونيشر
- ذا بنيشر (لعبة فيديو 2005)
- المعاقب (مسلسل)